# Natur- und Umweltpreis des Nordischen Rates
Der Natur- und Umweltpreis des Nordischen Rates wird jährlich im Herbst beim Treffen des Nordischen Rates, einem Forum der nordischen Länder, vergeben – zusammen mit dem Film-, Literatur-, Kinder- und Jugendliteratur- und Musikpreis.
Der Natur- und Umweltpreis wird seit 1995 verliehen und ist mit 350.000 dänischen Kronen (47.000 Euro) genauso hoch dotiert wie die anderen Preise. Er soll das Bewusstsein über die Natur- und Umweltarbeit im Norden stärken und richtet sich an nordische Organisationen, Unternehmen oder Privatpersonen, die einen außergewöhnlichen Einsatz für die Natur und Umwelt geleistet haben.
Zunächst werden Organisationen und Privatpersonen aufgefordert, Vorschläge einzureichen, bei denen die Kandidaten die Kriterien eines jährlich wechselnden Themas erfüllen – zum Beispiel in den Bereichen Energiesparen, Nachhaltigkeit oder Bewahrung der Kulturlandschaft. Im nächsten Schritt werden die nationalen Kandidaten ernannt.
Nationale Komitees schlagen jeweils zwei Kandidaten aus dem jeweiligen Land oder autonomen Gebiet für das Finale vor. Dort wählt dann ein dreizehnköpfiges „nordisches Beurteilungskomitee“ den Gewinner aus. Dieses Komitee besteht aus jeweils zwei Vertretern der Länder Dänemark, Finnland, Island, Norwegen und Schweden sowie jeweils einem Vertreter aus den autonomen Gebieten Åland, Färöer und Grönland.
Verwaltet wird der Preis vom Sekretariat der dänischen Delegation für den Nordischen Rat, die ihren Sitz im Folketing, dem dänischen Parlament in Kopenhagen, hat.

## Preisträger
| Nr. | Jahr | Thema                                              | Preisträger                                                              | Land                         | Begründung der Jury |
| --- | ---- | -------------------------------------------------- | ------------------------------------------------------------------------ | ---------------------------- | --- |
| 29. | 2023 | Textilrecycling                                    | Renewcell                                                                | Schweden                     | Das Unternehmen wurde für die Entwicklung von Methoden zum Recycling von Textilien ausgezeichnet.                                                                                      |
| 28. | 2022 | Naturbasierte Lösungen                             | Mariehamn                                                                | Åland                        | Die Stadt wurde für die Schaffung eines Feuchtgebiets geehrt. |
| 27. | 2021 | Nachhaltige Ernährungssysteme                      | Concito                                                                  | Dänemark                     | Die Denkfabrik wurde für die Entwicklung einer Datenbank geehrt, die die CO2-Bilanz von über 500 Lebensmitteln in Dänemark erfasst.                                                    |
| 26. | 2020 | Biodiversität                                      | Jens-Kjeld Jensen                                                        | Färöer                       | Jensen hat die Biodiversität auf den Färöern untersucht und dokumentiert. |
| 25. | 2019 | Nachhaltigkeit bei Konsum und Produktion           | Greta Thunberg                                                           | Schweden                     | Thunberg wurde der Preis für ihr Engagement in der Klimadiskussion zuerkannt. Sie lehnte den Preis jedoch aus Protest gegen den Mangel an konkreten Maßnahmen zum Klimaschutz ab.      |
| 24. | 2018 | Leben unter Wasser                                 | PISUNA Naturressourcerådet i Attu                                        | Grönland                     | Die Einrichtung wurde für ihre Dokumentation der maritimen Umwelt geehrt. |
| 23. | 2017 | Müllfreie Gesellschaft                             | RePack                                                                   | Finnland                     | Das Unternehmen liefert Waren in wiederverwertbaren Verpackungen. |
| 22. | 2016 | Digitale Lösungen für eine nachhaltige Lebensweise | Too Good To Go                                                           | Dänemark                     | Die App hilft Restaurants und Lebensmittelgeschäften, überschüssige Lebensmittel an die Bevölkerung zu verkaufen, die ihrerseits das Essen zu einem erschwinglichen Preis kaufen kann. |
| 21. | 2015 | Treibhausgasreduktion                              | SEV                                                                      | Färöer                       | Das Energieunternehmen wurde für seinen Einsatz für ökologische Energieerzeugung geehrt.                                                                                               |
| 20. | 2014 | Umweltschutz allgemein                             | Reykjavík                                                                | Island                       | Die isländische Hauptstadt verwirklichte eine Reihe umweltpolitischer Initiativen, die Vorbildcharakter haben.                                                                         |
| 19. | 2013 | Ressourceneffizienz                                | Selina Juul                                                              | Dänemark                     | Die Dänin wurde für ihren Einsatz gegen die Verschwendung von Lebensmitteln geehrt. |
| 18. | 2012 | Biologische Vielfalt                               | Olli Manninen                                                            | Finnland                     | Der Finne setzt sich in den nordischen Ländern für den Schutz der Wälder ein und schuf zu diesem Zweck mit dem Webportal nordicforests.org. ein länderübergreifendes Netzwerk.         |
| 17. | 2011 | Nachhaltiger Tourismus                             | Scandic Hotels                                                           | Norwegen                     | Die Hotelkette wurde für die Reduzierung ihrer eigenen Umweltbelastung seit 1994 geehrt.                                                                                               |
| 16. | 2010 | Grüne Kapitalverwaltung                            | Merkur Andelskasse, Ekobanken, Cultura bank                              | Dänemark, Norwegen, Schweden | Die drei Banken würden für grünes Engagement und nachhaltige Prinzipien belohnt. Zum ersten Mal gab es drei Preisträger.                                                               |
| 15. | 2009 | Erhöhtes Naturbewusstsein                          | I Ur och Skur („bei jedem Wetter“)                                       | Schweden                     | Beitrag für das Verständnis von Natur bei Kindern |
| 14. | 2008 | Weniger Energieverbrauch                           | Unternehmen Marorka                                                      | Island                       | Entwicklung eines IT-Werkzeuges, das den Energieverbrauch in der Seefahrt wesentlich verringern kann                                                                                   |
| 13. | 2007 | Nachhaltigkeit in der Stadt                        | Albertslund Kommune                                                      | Dänemark                     | Verankerung der Umweltarbeit unter Mitbürgern und Unternehmen – z. B. durch Halbierung des Kohlendioxidausstoßes in der Gemeinde                                                       |
| 12. | 2006 | Klimaveränderung und -anpassung                    | Professor und Autor Bogi Hansen                                          | Färöer                       | Forschung über das Klima und die Ozeanographie in den nordischen Meeresgebieten |
| 11. | 2005 | Einsatz für die Kulturlandschaft im Norden         | Ann-Cecilie Norderhaug                                                   | Norwegen                     | Beitrag zur Sicherung biologischer Werte |
| 10. | 2004 |                                                    | Coalition Clean Baltic                                                   | Ostseeraum                   | Verknüpfung der Umweltarbeit im Ostseeraum zu einem Netzwerk |
| 9.  | 2003 |                                                    | Jugendumweltorganisation Luonto-Liittory                                 | Finnland                     | Größte und älteste Jugendumweltorganisation im Norden |
| 8.  | 2002 |                                                    | Professor Arne Næss                                                      | Norwegen                     | Engagement in der ökologischen Philosophie und Entwicklung von Perspektiven |
| 7.  | 2001 |                                                    | Mats Segnestam                                                           | Schweden                     | Einbeziehung von Umweltfragen in Entwicklungsprogramme |
| 6.  | 2000 |                                                    | Umweltstiftung Bellona                                                   | Norwegen                     | Arbeit gegen radioaktive Verschmutzung |
| 5.  | 1999 |                                                    | Ålands Natur & Miljö                                                     | Åland                        | Schaffung eines lokalen Netzwerkes für einen Ideenaustausch und dessen Umsetzung in der praktischen Umweltarbeit                                                                       |
| 4.  | 1998 |                                                    | Projekt Jarðvegsvernd und dessen Leiter Ólafur Arnalds                   | Island                       | Vermittlung von Kenntnissen über Erderosionen auf Island |
| 3.  | 1997 |                                                    | Institut for Produktudvikling (IPU) an Dänemarks Technischer Universität | Dänemark                     | Leitende Rolle in der Entwicklung umweltfreundlicher Industrieprodukte |
| 2.  | 1996 |                                                    | Inuit Circumpolar Conference (ICC)                                       | Grönland                     | Aufrechterhaltung einer umweltgerechten Lebensweise der grönländischen Urbevölkerung                                                                                                   |
| 1.  | 1995 |                                                    | Forscher Torleif Ingelög                                                 | Schweden                     | Beitrag, die biologische Vielfalt in der rationellen Land- und Forstwirtschaft effektiv zu erhalten                                                                                    |